# Nussloch
Nussloch o Nußloch és una municipalitat del districte de Rhein-Neckar (Baden-Württemberg), a 10 quilòmetres al sud de Heidelberg. Dins del seu terme hi ha el lloc de Maisbach.

## Història
És esmentat per primer cop el 31 de desembre de 766, en una donació que va rebre l'Abadia de Lorsch per part d'un matrimoni, la qual constava d'un camp de vinya de la seua propietat a Nussloch.
Durant l'Edat Mitjana va pertànyer al Palatinat.
L'1 d'abril de 1937 se li va incorporar Maisbach.

## Ciutats agermanades
- Andernos-les-Bains (França) des de 1977.
- Nagyatád (Hongria) des del 2000.
- Sogorb (País Valencià), des del 2001.